# بلئتسا
بلئتسا (به لاتین: Belitsa) یک منطقهٔ مسکونی در بلغارستان است که در شهرستان لیوبیمتس واقع شده‌است.